# Casa Suñer (Ripoll)
La Casa Suñer és una obra de Ripoll protegida com a Bé Cultural d'Interès Local.

## Descripció
Els baixos que donen a cada façana tenen tres obertures, a excepció de la façana que dona al carrer Perdut que en presenta quatre; una d'elles és la porta d'accés a l'edifici d'habitatges. La resta de les obertures són portals destinats a finalitats comercials. Les obertures tenen les mateixes dimensions, a excepció d'una del carrer Perdut que ha estat reformada per a tenir més alçada. El marc de les obertures està formada per carreus de pedra; en dues de les obertures del carrer Pare Francesc Colí no es veuen els brancals i les llindes en estar tapades per un arrebossat. Inferiorment, les obertures estan unides per una pedra picada. Els xamfrans de l'edifici també són de carreus de pedra, en angle recta a la base i de forma arrodonida la resta de la cantonada.